# عرتا
عرتا (به فرانسوی: Arta) (به عربی: عرتا) شهرکی در منطقهٔ عرتا واقع در کشور جیبوتی است که در سال ۲۰۰۵ میلادی دارای ۶٫۰۲۵ نفر جمعیت بود.